# Friedrich Wilhelm von Seydlitz

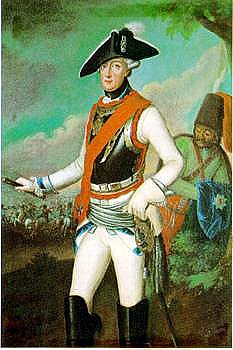
Friedrich Wilhelm von Seydlitz

Friedrich Wilhelm von Seydlitz (Kalkar (Kleve mellett), 1721. február 3. – Ohlau, 1773. november 7.) porosz lovassági tábornok.

## Életútja
1739-ben egy dragonyosezredbe lépett be, és részt vett az első sziléziai háborúban. 1742 tavaszán Ratibor mellett vitéz védekezés után fogságba került, Győrbe szállították. Négy hét múlva kiváltották, és ismét ezredéhez került, majd miután II. Frigyes huszárszázadossá nevezte ki, részt vett a második sziléziai háborúban. Hohenfriedeberg mellett személyesen ejtette foglyul Schlichting szász tábornokot, ennek köszönhetően őrnaggyá léptették elő. 1752-ben alezredes, 1755-ben ezredes lett. Legfőbb dicsőségét mint lovasparancsnok a hétéves háborúban aratta. A Rossbach melletti ütközet előestéjén a teljes lovasság vezérévé nevezték ki, ragyogó lovastámadása döntő jelentőségű volt a csata szempontjából. Nemsokára altábornagy, majd a Rochow-ezred tulajdonosa lett. 1760-ban részt vett Berlin megvédésében az oroszok ellen. A hubertusburgi béke megkötése után lovastábornokká léptették elő és az összes sziléziai lovasezredek főfelügyelőjévé nevezték ki. II. Frigyes 1784-ben Berlinben a Vilmos téren Seydlitz-nek emlékművet állíttatott.